# Gibraltar International Airport
Gibraltar International Airport (spanska: Aeropuerto de Gibraltar) är en flygplats i Gibraltar. Den ligger i den norra delen av Gibraltar. 
Flygplatsen går tvärs över halvön, nära dess gräns. År 2023 öppnades en vägtunnel under startbanan, och innan dess fick all landtrafik mellan Spanien och Gibraltar passera över flygplatsen, och vägen stängas av vid varje start och landning.
Den mest använda destinationerna har under flygplatsens historia legat i Storbritannien. Även vissa andra destinationer såsom Casablanca och Tanger i Marocko har förekommit. Destinationer i Spanien och andra Schengenländer har bara sporadiskt förekommit.